# Ефект синергії
Ефект синергії — груповий ефект, виникнення додаткової інтелектуальної енергії при об'єднанні людей у цілісну групу, що втілюється в груповому результаті, який переважає суму індивідуальних результатів. Досліджений В. М. Бехтерєвим та М. М. Ланге.

## Психологічна характеристика
При об'єднанні людей у цілісну групу виникає додаткова інтелектуальна енергія, що втілюється в груповому результаті, який переважає суму індивідуальних результатів. Формально для цього ефекту є справедливим співвідношення 1+1 — більше ніж 2. Цей ефект досліджували російські вчені В. М. Бехтерєв та М. М. Ланге. У проведених ними дослідженнях встановлено, що група за успішністю є значно продуктивнішою, ніж окремі люди. Це проявляється як в інтелектуальній сфері, так і в інших формах психічної активності: підвищення спостережливості людей у групі, точності їхнього сприйняття та оцінок, збільшення обсягу пам'яті та уваги, ефективності рішення простих арифметичних задач, що не вимагають складної та узгодженої взаємодії. Однак Бехтерєв також зазначав, що при вирішенні складних завдань, коли необхідні логіка і послідовність, «особливо обдаровані люди» переважають середньо групові показники. Яскраво ефект синергії проявляється при проведенні «брейнстормінґу» — «мозкової атаки», коли група має запропонувати багато нових ідей без їх критичного та логічного аналізу.